# Агиос Исидорос
̀Агиос Исѝдорос (на гръцки: Αγιος Ισίδωρος) е село в Кипър, окръг Пафос. Според статистическата служба на Република Кипър през 2001 г. селото има 10 жители.
Намира се на 6 км югоизточно от Полис.